# Online-Exchanges
Bei Online-Exchanges (auch Trading Hubs genannt) handelt es sich um eine Art Virtueller Marktplatz die mit Formen der Preisfindung und Transaktionsallokation arbeiten, die der einer Börse gleichen. Sie treten meist als Internetportale auf und wickeln als sogenannter Clearer die Zahlung ab. Dabei handeln Käufer und Verkäufer mit Waren und Dienstleistungen ohne in direkten Kontakt zu kommen. Das Internetportal agiert dabei als Mittler zwischen beiden Parteien. Der Preis wird, wie an einer Börse über Angebot und Nachfrage bestimmt.
Die beim Handeln auf Online-Exchanges anfallenden Gebühren berechnen sich üblicherweise entweder als prozentualer Anteil vom Kaufpreis oder pro Transaktion. Je nach Art des Portals werden diese Kosten entweder vom Käufer, Verkäufer oder von beiden zusammen getragen. In der Praxis ist es jedoch üblich, dass der Betrag prozentual von der Höhe des Verkaufswertes abhängt und vom Verkäufer getragen wird.

## Arten von Online-Exchanges
Käufer und Verkäufer können Unternehmen oder auch Privatpersonen sein, so lassen sich Online-Exchanges in Business-to-Business (B2B), Business-to-Consumer (B2C) und die in der Praxis kaum vorkommenden Consumer-to-Consumer (C2C) Märkte unterteilen. Zudem nutzen auch staatliche Organisationen Online-Exchanges um Waren und Dienstleistungen zu erwerben oder zu veräußern.

### B2B
Online-Exchanges haben besonders beim B2B eine große Bedeutung, da sie gerade kleinen und mittelgroßen Unternehmen Zugang zu einem mehr oder weniger großen Käuferkreis bzw. Angebotsspektrum verschaffen. Anderseits ermöglichen sie größeren Unternehmen effizient Lagerbestände zu senken. Weitere Gründe für die Nutzung von Online-Exchanges für Unternehmen ist die Anonymität, da dem Verkäufer Daten über den Käufer, wie z. B. Solvenz nicht ersichtlich werden.
Ein Nachteil an dieser Art zu handeln ist, dass keine langfristigen Lieferbeziehungen aufgebaut werden, die gerade bei auf ein Unternehmen zugeschnittenen Produkten sehr wichtig sein können.
Für das Handeln auf einem Online-Exchange eignen sich deshalb besonders standardisierte Produkte wie z. B. Verbrauchsgüter oder Büro- und Geschäftsausstattung.

### B2C
Während Online-Exchanges im B2B-Sektor bereits etabliert sind, ist die Entwicklung im B2C-Bereich noch wesentlich weniger weit fortgeschritten. Sie erfüllen ähnliche Aufgaben wie Preisvergleichsportale, weisen aber dennoch einige Unterschiede für die Benutzer auf. Der Vorteil gegenüber Preisvergleichsportalen liegt hier auf Händlerseite hauptsächlich in den gesteigerten Vertriebsmöglichkeiten und der organisatorischen Entlastung.
Für Kunden ist der Name des Händlers, von dem er über das Portal Produkte kauft, entweder gar nicht ersichtlich oder spielt nur im Garantiefall eine Rolle. Dies kann für Händler nachteilig sein, da so es wesentlich schwerer ist Stammkunden zu gewinnen als bei direktem Kontakt mit dem Kunden.
Für Konsumenten ist neben dem großen Angebotsspektrum das B2C Online-Exchanges bieten vor allem die hohe Sicherheit bei Zahlungen, die durch das Internetportal als Clearer gewährleistet ist entscheidend. Als Nachteil erweisen sich, vor allem beim Handel mit Waren, in der Praxis die im Vergleich zum direkten Erwerb beim Händler längeren Lieferzeiten.